# Qualifications des épreuves d'aviron aux Jeux olympiques d'été de 2012
Pour un article plus général, voir aviron aux Jeux olympiques d'été de 2012.
La majorité des places de qualification pour les épreuves d'aviron des Jeux olympiques d'été de 2012 auront été attribuées en fonction des résultats au championnat du monde de 2011, qui aura eu lieu sur le lac de Bled (en Slovénie) en août et septembre. Des places auront également été attribuées lors de régates organisées en Afrique, Asie et Amérique latine, ainsi que lors d'une régate finale à Lucerne, en Suisse.
Les places auront été accordées aux Comités nationaux olympiques et non aux athlètes,.

## Période de qualification
| Compétition                                                         | Date                     | Lieu       |
| ------------------------------------------------------------------- | ------------------------ | ---------- |
| Championnats du monde d'aviron 2011                                 | 28 août-4 septembre 2011 | Bled       |
| Régate de qualification olympique de la FISA pour l'Asie            | 26-29 avril 2012         | Chungju    |
| Régate de qualification olympique de la FISA pour l'Afrique         | 1er-3 novembre 2011      | Alexandrie |
| Régate de qualification olympique de la FISA pour l'Amérique latine | 22-25 mars 2012          | Ponce      |
| Régate finale de qualification olympique                            | 20-23 mai 2012           | Lucerne    |

## Répartition globale des places
Pour connaître les règles complètes publiées par la FISA, consulter l'article récapitulatif sur le site officiel.
Ce tableau liste le nombre de places attribuées par pays au 10 avril 2012.
| Nation             | Hommes | Hommes | Hommes | Hommes | Hommes | Hommes | Hommes | Hommes | Femmes | Femmes | Femmes | Femmes | Femmes | Femmes | Équipages | Athlètes |
| Nation             | M1x    | M2-    | M2x    | M4-    | M4x    | M8+    | LM2x   | LM4-   | W1x    | W2-    | W2x    | W4x    | W8+    | LW2x   | Équipages | Athlètes |
| ------------------ | ------ | ------ | ------ | ------ | ------ | ------ | ------ | ------ | ------ | ------ | ------ | ------ | ------ | ------ | --------- | -------- |
| Afrique du Sud     |        |        |        |        |        |        |        | X      |        | X      |        |        |        |        | 2         | 6        |
| Algérie            |        |        |        |        |        |        |        |        | X      |        |        |        |        |        | 1         | 1        |
| Allemagne          | X      | X      | X      | X      | X      | X      | X      | X      | X      | X      | X      | X      | X      | X      | 14        | 48       |
| Argentine          | X      |        | X      |        |        |        | X      |        | X      | X      |        |        |        | X      | 6         | 10       |
| Australie          |        | X      | X      | X      | X      | X      | X      | X      | X      | X      | X      | X      | X      | X      | 13        | 47       |
| Azerbaïdjan        | X      |        |        |        |        |        |        |        | X      |        |        |        |        |        | 2         | 2        |
| Belgique           | X      |        |        |        |        |        |        |        |        |        |        |        |        |        | 1         | 1        |
| Biélorussie        |        |        |        | X      |        |        |        |        | X      |        |        |        |        |        | 2         | 5        |
| Birmanie           |        |        |        |        |        |        |        |        | X      |        |        |        |        |        | 1         | 1        |
| Brésil             | X      |        |        |        |        |        |        |        | X      |        |        |        |        | X      | 3         | 4        |
| Cameroun           | X      |        |        |        |        |        |        |        |        |        |        |        |        |        | 1         | 1        |
| Canada             |        | X      | X      | X      |        | X      | X      |        |        |        |        |        | X      | X      | 7         | 30       |
| Chili              | X      |        |        |        |        |        |        |        |        |        |        |        |        |        | 1         | 1        |
| Chine              | X      |        |        |        |        |        | X      | X      | X      | X      | X      | X      |        | X      | 8         | 18       |
| Taipei chinois     | X      |        |        |        |        |        |        |        |        |        |        |        |        |        | 1         | 1        |
| Corée du Sud       | X      |        |        |        |        |        |        |        | X      |        |        |        |        | X      | 3         | 4        |
| Croatie            | X      |        |        |        | X      |        |        |        |        |        |        |        |        |        | 2         | 5        |
| Cuba               | X      |        |        |        |        |        | X      |        | X      |        |        |        |        | X      | 4         | 6        |
| Danemark           | X      |        |        |        |        |        | X      | X      | X      |        |        |        |        | X      | 5         | 10       |
| Égypte             | X      |        |        |        |        |        | X      |        |        |        |        |        |        | X      | 3         | 5        |
| Estonie            |        |        | X      |        | X      |        |        |        |        |        |        |        |        |        | 2         | 6        |
| États-Unis         | X      | X      |        | X      | X      | X      |        | X      | X      | X      | X      | X      | X      | X      | 12        | 44       |
| France             |        | X      | X      |        | X      |        | X      | X      |        |        |        |        |        |        | 5         | 14       |
| Grèce              |        | X      |        | X      |        |        | X      |        |        |        |        |        |        | X      | 4         | 10       |
| Hong Kong          | X      |        |        |        |        |        | X      |        |        |        |        |        |        |        | 2         | 3        |
| Hongrie            |        | X      |        |        |        |        | X      |        |        |        |        |        |        |        | 2         | 4        |
| Inde               | X      |        |        |        |        |        | X      |        |        |        |        |        |        |        | 2         | 3        |
| Iran               | X      |        |        |        |        |        |        |        | X      |        |        |        |        |        | 2         | 2        |
| Irlande            |        |        |        |        |        |        |        |        | X      |        |        |        |        |        | 1         | 1        |
| Italie             |        | X      | X      | X      | X      |        | X      | X      |        | X      |        |        |        |        | 7         | 20       |
| Japon              |        |        |        |        |        |        | X      |        | X      |        |        |        |        | X      | 3         | 5        |
| Kazakhstan         | X      |        |        |        |        |        |        |        | X      |        |        |        |        |        | 2         | 2        |
| Lituanie           | X      |        | X      |        |        |        |        |        | X      |        |        |        |        |        | 3         | 4        |
| Mexique            | X      |        |        |        |        |        |        |        | X      |        |        |        |        |        | 2         | 2        |
| Monaco             | X      |        |        |        |        |        |        |        |        |        |        |        |        |        | 1         | 1        |
| Niger              | X      |        |        |        |        |        |        |        |        |        |        |        |        |        | 1         | 1        |
| Nouvelle-Zélande   | X      | X      | X      | X      | X      |        | X      |        | X      | X      | X      | X      |        | X      | 11        | 26       |
| Norvège            | X      |        | X      |        |        |        | X      |        |        |        |        |        |        |        | 3         | 5        |
| Paraguay           |        |        |        |        |        |        |        |        | X      |        |        |        |        |        | 1         | 1        |
| Pays-Bas           |        | X      |        | X      |        | X      |        | X      |        |        | X      |        | X      | X      | 7         | 32       |
| Pérou              | X      |        |        |        |        |        |        |        |        |        |        |        |        |        | 1         | 1        |
| Pologne            | X      | X      |        |        | X      | X      |        | X      |        |        | X      | X      |        |        | 7         | 26       |
| Portugal           |        |        |        |        |        |        | X      |        |        |        |        |        |        |        | 1         | 2        |
| République tchèque | X      |        |        | X      |        |        |        | X      | X      |        | X      |        |        |        | 5         | 12       |
| Roumanie           |        |        |        | X      |        |        |        |        |        | X      |        |        | X      |        | 3         | 15       |
| Grande-Bretagne    | X      | X      | X      | X      | X      | X      | X      | X      |        | X      | X      | X      | X      | X      | 13        | 47       |
| Russie             |        |        |        |        | X      |        |        |        | X      |        |        |        |        |        | 2         | 5        |
| Salvador           | X      |        |        |        |        |        |        |        | X      |        |        |        |        |        | 2         | 2        |
| Serbie             |        | X      |        | X      |        |        |        |        |        |        |        |        |        |        | 2         | 6        |
| Slovénie           |        |        | X      |        |        |        |        |        |        |        |        |        |        |        | 1         | 2        |
| Suède              | X      |        |        |        |        |        |        |        | X      |        |        |        |        |        | 2         | 2        |
| Suisse             |        |        |        |        | X      |        |        | X      |        |        |        |        |        |        | 2         | 8        |
| Thaïlande          |        |        |        |        |        |        |        |        | X      |        |        |        |        |        | 1         | 1        |
| Tunisie            | X      |        |        |        |        |        |        |        | X      |        |        |        |        |        | 2         | 2        |
| Ukraine            |        |        | X      |        | X      | X      |        |        |        |        | X      | X      |        |        | 5         | 21       |
| Uruguay            |        |        |        |        |        |        | X      |        |        |        |        |        |        |        | 1         | 2        |
| Viêt Nam           |        |        |        |        |        |        |        |        |        |        |        |        |        | X      | 1         | 2        |
| Zimbabwe           | X      |        |        |        |        |        |        |        | X      |        |        |        |        |        | 2         | 2        |
| Total : 58 pays    | 33     | 13     | 13     | 13     | 13     | 8      | 20     | 13     | 28     | 10     | 10     | 8      | 7      | 17     |           | 550      |

## Qualification masculine

### Skiff
| #  | Nation             | Tournoi de qualification        | Rameurs |
| -- | ------------------ | ------------------------------- | ------- |
| 1  | Nouvelle-Zélande   | Mondiaux 2011 (or)              |         |
| 2  | République tchèque | Mondiaux 2011 (argent)          |         |
| 3  | Grande-Bretagne    | Mondiaux 2011 (bronze)          |         |
| 4  | Allemagne          | Mondiaux 2011 (4e)              |         |
| 5  | Suède              | Mondiaux 2011 (5e)              |         |
| 6  | Norvège            | Mondiaux 2011 (6e)              |         |
| 7  | Lituanie           | Mondiaux 2011 (1er en finale B) |         |
| 8  | Cuba               | Mondiaux 2011 (2e en finale B)  |         |
| 9  | Azerbaïdjan        | Mondiaux 2011 (3e en finale B)  |         |
| 10 | Chine              | Mondiaux 2011 (4e en finale B)  |         |
| 11 | États-Unis         | Mondiaux 2011 (5e en finale B)  | [ 4 ]   |
|    |                    |                                 |         |
| 1  | Égypte             | régate africaine                |         |
| 2  | Zimbabwe           | régate africaine                |         |
| 3  | Cameroun           | régate africaine                |         |
| 4  | Tunisie            | régate africaine                |         |
|    |                    |                                 |         |
| 1  |                    | régate asiatique                |         |
| 2  |                    | régate asiatique                |         |
| 3  |                    | régate asiatique                |         |
| 4  |                    | régate asiatique                |         |
| 5  |                    | régate asiatique                |         |
| 6  |                    | régate asiatique                |         |
|    |                    |                                 |         |
| 1  | Mexique            | régate américaine latine        |         |
| 2  | Argentine          | régate américaine latine        |         |
| 3  | Pérou              | régate américaine latine        |         |
| 4  | Chili              | régate américaine latine        |         |
| 5  | Brésil             | régate américaine latine        |         |
| 6  | Salvador           | régate américaine latine        |         |
|    |                    |                                 |         |
| 1  |                    | finale continentale             |         |
| 2  |                    | finale continentale             |         |
| 3  |                    | finale continentale             |         |

### Deux sans barreur
| #  | Nation           | Tournoi de qualification        | Rameurs |
| -- | ---------------- | ------------------------------- | ------- |
| 1  | Nouvelle-Zélande | Mondiaux 2011 (or)              |         |
| 2  | Grande-Bretagne  | Mondiaux 2011 (argent)          |         |
| 3  | Italie           | Mondiaux 2011 (bronze)          |         |
| 4  | Grèce            | Mondiaux 2011 (4e)              |         |
| 5  | Canada           | Mondiaux 2011 (5e)              |         |
| 6  | Allemagne        | Mondiaux 2011 (6e)              |         |
| 7  | Australie        | Mondiaux 2011 (1er en finale B) |         |
| 8  | Pays-Bas         | Mondiaux 2011 (2e en finale B)  |         |
| 9  | États-Unis       | Mondiaux 2011 (3e en finale B)  |         |
| 10 | Serbie           | Mondiaux 2011 (4e en finale B)  |         |
| 11 | Hongrie          | Mondiaux 2011 (5e en finale B)  |         |
|    |                  |                                 |         |
| 1  |                  | finale continentale             |         |
| 2  |                  | finale continentale             |         |

### Deux de couple
| #  | Nation           | Tournoi de qualification        | Rameurs |
| -- | ---------------- | ------------------------------- | ------- |
| 1  | Nouvelle-Zélande | Mondiaux 2011 (or)              |         |
| 2  | Allemagne        | Mondiaux 2011 (argent)          |         |
| 3  | France           | Mondiaux 2011 (bronze)          |         |
| 4  | Australie        | Mondiaux 2011 (4e)              |         |
| 5  | Slovénie         | Mondiaux 2011 (5e)              |         |
| 6  | Grande-Bretagne  | Mondiaux 2011 (6e)              |         |
| 7  | Estonie          | Mondiaux 2011 (1er en finale B) |         |
| 8  | Norvège          | Mondiaux 2011 (2e en finale B)  |         |
| 9  | Argentine        | Mondiaux 2011 (3e en finale B)  |         |
| 10 | Lituanie         | Mondiaux 2011 (4e en finale B)  |         |
| 11 | Canada           | Mondiaux 2011 (5e en finale B)  |         |
|    |                  |                                 |         |
| 1  |                  | finale continentale             |         |
| 2  |                  | finale continentale             |         |

### Quatre sans barreur
| #  | Nation           | Tournoi de qualification        | Rameurs |
| -- | ---------------- | ------------------------------- | ------- |
| 1  | Grande-Bretagne  | Mondiaux 2011 (or)              |         |
| 2  | Grèce            | Mondiaux 2011 (argent)          |         |
| 3  | Australie        | Mondiaux 2011 (bronze)          |         |
| 4  | États-Unis       | Mondiaux 2011 (4e)              |         |
| 5  | Allemagne        | Mondiaux 2011 (5e)              |         |
| 6  | Pays-Bas         | Mondiaux 2011 (6e)              |         |
| 7  | Canada           | Mondiaux 2011 (1er en finale B) |         |
| 8  | Nouvelle-Zélande | Mondiaux 2011 (2e en finale B)  |         |
| 9  | Biélorussie      | Mondiaux 2011 (3e en finale B)  |         |
| 10 | Italie           | Mondiaux 2011 (4e en finale B)  |         |
| 11 | Serbie           | Mondiaux 2011 (5e en finale B)  |         |
|    |                  |                                 |         |
| 1  |                  | finale continentale             |         |
| 2  |                  | finale continentale             |         |

### Quatre de couple
| #  | Nation           | Tournoi de qualification        | Rameurs |
| -- | ---------------- | ------------------------------- | ------- |
| 1  | Australie        | Mondiaux 2011 (or)              |         |
| 2  | Allemagne        | Mondiaux 2011 (argent)          |         |
| 3  | Croatie          | Mondiaux 2011 (bronze)          |         |
| 4  | Pologne          | Mondiaux 2011 (4e)              |         |
| 5  | Russie           | Mondiaux 2011 (5e)              |         |
| 6  | Italie           | Mondiaux 2011 (6e)              |         |
| 7  | Grande-Bretagne  | Mondiaux 2011 (1er en finale B) |         |
| 8  | États-Unis       | Mondiaux 2011 (2e en finale B)  |         |
| 9  | Suisse           | Mondiaux 2011 (3e en finale B)  |         |
| 10 | Nouvelle-Zélande | Mondiaux 2011 (4e en finale B)  |         |
| 11 | Ukraine          | Mondiaux 2011 (5e en finale B)  |         |
|    |                  |                                 |         |
| 1  |                  | finale continentale             |         |
| 2  |                  | finale continentale             |         |

### Huit
| # | Nation          | Tournoi de qualification        | Rameurs |
| - | --------------- | ------------------------------- | ------- |
| 1 | Allemagne       | Mondiaux 2011 (or)              |         |
| 2 | Grande-Bretagne | Mondiaux 2011 (argent)          |         |
| 3 | Canada          | Mondiaux 2011 (bronze)          |         |
| 4 | Australie       | Mondiaux 2011 (4e)              |         |
| 5 | Pologne         | Mondiaux 2011 (5e)              |         |
| 6 | Pays-Bas        | Mondiaux 2011 (6e)              |         |
| 7 | Ukraine         | Mondiaux 2011 (1er en finale B) |         |
|   |                 |                                 |         |
| 1 |                 | finale continentale             |         |

### Deux de couple poids légers
| #  | Nation           | Tournoi de qualification        | Rameurs |
| -- | ---------------- | ------------------------------- | ------- |
| 1  | Grande-Bretagne  | Mondiaux 2011 (or)              |         |
| 2  | Nouvelle-Zélande | Mondiaux 2011 (argent)          |         |
| 3  | Italie           | Mondiaux 2011 (bronze)          |         |
| 4  | Allemagne        | Mondiaux 2011 (4e)              |         |
| 5  | Danemark         | Mondiaux 2011 (5e)              |         |
| 6  | Chine            | Mondiaux 2011 (6e)              |         |
| 7  | France           | Mondiaux 2011 (1er en finale B) |         |
| 8  | Grèce            | Mondiaux 2011 (2e en finale B)  |         |
| 9  | Norvège          | Mondiaux 2011 (3e en finale B)  |         |
| 10 | Portugal         | Mondiaux 2011 (4e en finale B)  |         |
| 11 | Canada           | Mondiaux 2011 (5e en finale B)  |         |
|    |                  |                                 |         |
| 1  | Égypte           | régate africaine                |         |
|    |                  |                                 |         |
| 1  |                  | régate asiatique                |         |
| 2  |                  | régate asiatique                |         |
| 3  |                  | régate asiatique                |         |
|    |                  |                                 |         |
| 1  | Cuba             | régate latino-américaine        |         |
| 2  | Argentine        | régate latino-américaine        |         |
| 3  | Uruguay          | régate latino-américaine        |         |
|    |                  |                                 |         |
| 1  |                  | finale continentale             |         |
| 2  |                  | finale continentale             |         |

### Quatre sans barreur poids légers
| #  | Nation             | Tournoi de qualification        | Rameurs |
| -- | ------------------ | ------------------------------- | ------- |
| 1  | Australie          | Mondiaux 2011 (or)              |         |
| 2  | Italie             | Mondiaux 2011 (argent)          |         |
| 3  | Grande-Bretagne    | Mondiaux 2011 (bronze)          |         |
| 4  | Chine              | Mondiaux 2011 (4e)              |         |
| 5  | Danemark           | Mondiaux 2011 (5e)              |         |
| 6  | Suisse             | Mondiaux 2011 (6e)              |         |
| 7  | Pologne            | Mondiaux 2011 (1er en finale B) |         |
| 8  | République tchèque | Mondiaux 2011 (2e en finale B)  |         |
| 9  | Allemagne          | Mondiaux 2011 (3e en finale B)  |         |
| 10 | France             | Mondiaux 2011 (4e en finale B)  |         |
| 11 | Afrique du Sud     | Mondiaux 2011 (5e en finale B)  |         |
|    |                    |                                 |         |
| 1  |                    | finale continentale             |         |
| 2  |                    | finale continentale             |         |

## Qualification féminine

### Skiff
| # | Nation             | Tournoi de qualification        | Rameurs |
| - | ------------------ | ------------------------------- | ------- |
| 1 | République tchèque | Mondiaux 2011 (or)              |         |
| 2 | Biélorussie        | Mondiaux 2011 (argent)          |         |
| 3 | Nouvelle-Zélande   | Mondiaux 2011 (bronze)          |         |
| 4 | Chine              | Mondiaux 2011 (4e)              |         |
| 5 | Suède              | Mondiaux 2011 (5e)              |         |
| 6 | Allemagne          | Mondiaux 2011 (6e)              |         |
| 7 | Azerbaïdjan        | Mondiaux 2011 (1er en finale B) |         |
| 8 | Russie             | Mondiaux 2011 (2e en finale B)  |         |
| 9 | Lituanie           | Mondiaux 2011 (3e en finale B)  |         |
|   |                    |                                 |         |
| 1 | Zimbabwe           | régate africaine                |         |
| 2 | Algérie            | régate africaine                |         |
| 3 | Tunisie            | régate africaine                |         |
|   |                    |                                 |         |
| 1 |                    | régate asiatique                |         |
| 2 |                    | régate asiatique                |         |
| 3 |                    | régate asiatique                |         |
| 4 |                    | régate asiatique                |         |
| 5 |                    | régate asiatique                |         |
|   |                    |                                 |         |
| 1 | Cuba               | régate latino-américaine        |         |
| 2 | Salvador           | régate latino-américaine        |         |
| 3 | Mexique            | régate latino-américaine        |         |
| 4 | Argentine          | régate latino-américaine        |         |
| 5 | Brésil             | régate latino-américaine        |         |
|   |                    |                                 |         |
| 1 |                    | finale continentale             |         |
| 2 |                    | finale continentale             |         |
| 3 |                    | finale continentale             |         |

### Deux sans barreur
| # | Nation           | Tournoi de qualification        | Rameurs |
| - | ---------------- | ------------------------------- | ------- |
| 1 | Nouvelle-Zélande | Mondiaux 2011 (or)              |         |
| 2 | Grande-Bretagne  | Mondiaux 2011 (argent)          |         |
| 3 | Australie        | Mondiaux 2011 (bronze)          |         |
| 4 | Chine            | Mondiaux 2011 (4e)              |         |
| 5 | Roumanie         | Mondiaux 2011 (5e)              |         |
| 6 | Afrique du Sud   | Mondiaux 2011 (6e)              |         |
| 7 | Italie           | Mondiaux 2011 (1er en finale B) |         |
| 8 | États-Unis       | Mondiaux 2011 (2e en finale B)  |         |
|   |                  |                                 |         |
| 1 |                  | finale continentale             |         |
| 2 |                  | finale continentale             |         |

### Deux de couple
| # | Nation             | Tournoi de qualification        | Rameurs |
| - | ------------------ | ------------------------------- | ------- |
| 1 | Grande-Bretagne    | Mondiaux 2011 (or)              |         |
| 2 | Australie          | Mondiaux 2011 (argent)          |         |
| 3 | Nouvelle-Zélande   | Mondiaux 2011 (bronze)          |         |
| 4 | Ukraine            | Mondiaux 2011 (4e)              |         |
| 5 | Pologne            | Mondiaux 2011 (5e)              |         |
| 6 | République tchèque | Mondiaux 2011 (6e)              |         |
| 7 | Allemagne          | Mondiaux 2011 (1er en finale B) |         |
| 8 | Chine              | Mondiaux 2011 (2e en finale B)  |         |
|   |                    |                                 |         |
| 1 |                    | finale continentale             |         |
| 2 |                    | finale continentale             |         |

### Quatre de couple
| # | Nation           | Tournoi de qualification        | Rameurs |
| - | ---------------- | ------------------------------- | ------- |
| 1 | Allemagne        | Mondiaux 2011 (or)              |         |
| 2 | États-Unis       | Mondiaux 2011 (argent)          |         |
| 3 | Nouvelle-Zélande | Mondiaux 2011 (bronze)          |         |
| 4 | Australie        | Mondiaux 2011 (4e)              |         |
| 5 | Chine            | Mondiaux 2011 (5e)              |         |
| 6 | Ukraine          | Mondiaux 2011 (6e)              |         |
| 7 | Grande-Bretagne  | Mondiaux 2011 (1er en finale B) |         |
|   |                  |                                 |         |
| 1 |                  | finale continentale             |         |

### Huit
| # | Nation          | Tournoi de qualification | Rameurs |
| - | --------------- | ------------------------ | ------- |
| 1 | États-Unis      | Mondiaux 2011 (or)       |         |
| 2 | Canada          | Mondiaux 2011 (argent)   |         |
| 3 | Grande-Bretagne | Mondiaux 2011 (bronze)   |         |
| 4 | Roumanie        | Mondiaux 2011 (4e)       |         |
| 5 | Pays-Bas        | Mondiaux 2011 (5e)       |         |
|   |                 |                          |         |
| 1 |                 | finale continentale      |         |
| 2 |                 | finale continentale      |         |

### Deux de couple poids légers
| # | Nation           | Tournoi de qualification        | Rameurs |
| - | ---------------- | ------------------------------- | ------- |
| 1 | Grèce            | Mondiaux 2011 (or)              |         |
| 2 | Canada           | Mondiaux 2011 (argent)          |         |
| 3 | Grande-Bretagne  | Mondiaux 2011 (bronze)          |         |
| 4 | États-Unis       | Mondiaux 2011 (4e)              |         |
| 5 | Australie        | Mondiaux 2011 (5e)              |         |
| 6 | Nouvelle-Zélande | Mondiaux 2011 (6e)              |         |
| 7 | Chine            | Mondiaux 2011 (1er en finale B) |         |
| 8 | Danemark         | Mondiaux 2011 (2e en finale B)  |         |
|   |                  |                                 |         |
| 1 | Égypte           | régate africaine                |         |
|   |                  |                                 |         |
| 1 |                  | régate asiatique                |         |
| 2 |                  | régate asiatique                |         |
| 3 |                  | régate asiatique                |         |
|   |                  |                                 |         |
| 1 | Argentine        | régate latino-américaine        |         |
| 2 | Brésil           | régate latino-américaine        |         |
| 3 | Cuba             | régate latino-américaine        |         |
|   |                  |                                 |         |
| 1 |                  | finale continentale             |         |
| 2 |                  | finale continentale             |         |

- La commission tripartite peut attribuer un maximum de quatre invitations.